# Brasiliorchis schunkeana
Brasiliorchis schunkeana är en orkidéart som först beskrevs av Marcos Antonio Campacci och Kautsky, och fick sitt nu gällande namn av R.B.Singer, S.Koehler och Walter Mervyn Carne. Brasiliorchis schunkeana ingår i släktet Brasiliorchis och familjen orkidéer. Inga underarter finns listade i Catalogue of Life.

## Bildgalleri

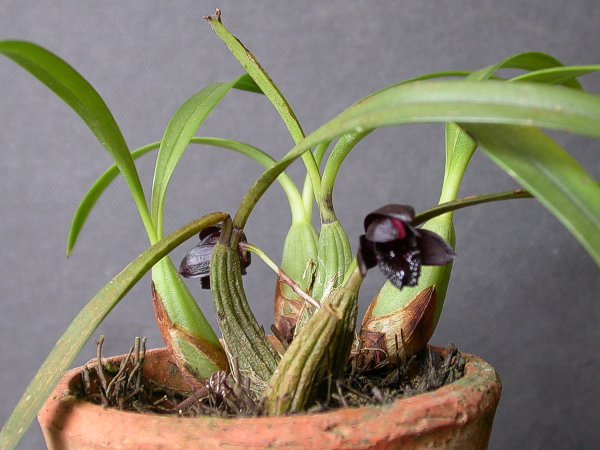
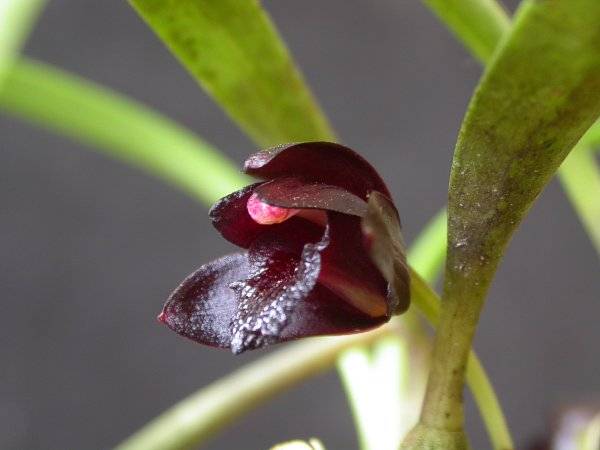
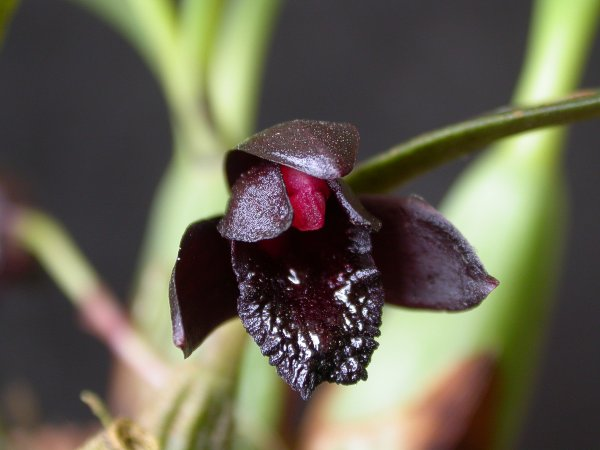
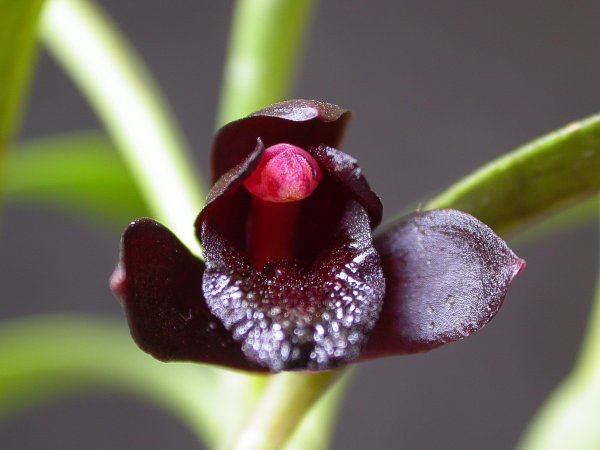
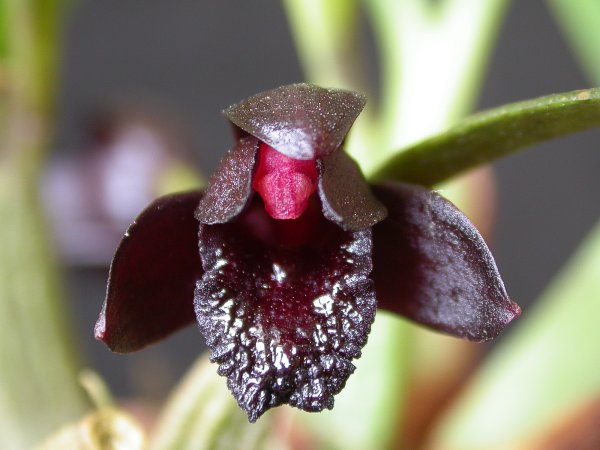